# Édouard Molé (1540-1614)
 (juillet 2024).
Si vous disposez d'ouvrages ou d'articles de référence ou si vous connaissez des sites web de qualité traitant du thème abordé ici, merci de compléter l'article en donnant les références utiles à sa vérifiabilité et en les liant à la section « Notes et références ».
Pour les articles homonymes, voir Mole.
Édouard Molé est un parlementaire français, issu de la famille Molé.
Fils d'un conseiller du Parlement de Paris, docteur en droit, il est admis à son tour comme conseiller à la mort de son père. Nommé malgré lui procureur général par la Ligue, il est ensuite embastillé. Henri IV le fait libérer en 1594, et il siège à nouveau au Parlement de Paris, mais comme simple conseiller. En avril 1602, il devient président à mortier.
Il est le père de Mathieu Molé.